# Charles Murray (politologo)
Charles Alan Murray (Newton, 8 gennaio 1943) È il W.H. Brady Scholar dell'American Enterprise Institute, un think tank conservatore di Washington D.C..

## Biografia
Di origini scozzesi ed irlandesi, Murray è nato l'8 gennaio 1943 a Newton, nell'Iowa, ed è cresciuto in una famiglia repubblicana, "tipo Norman Rockwell", che sottolineava la responsabilità morale. È il figlio di Frances B. (nata Patrick) e Alan Murray, un dirigente della Maytag Company. La sua giovinezza fu segnata da una sensibilità ribelle e burlone. Da adolescente era solito giocare a biliardo in un ritrovo per minorenni delinquenti. Lì ha sviluppato capacità di dibattito, tanto da sposare il sindacalismo (con irritazione dei suoi genitori).
Murray attribuisce al SAT il merito di averlo aiutato a lasciare Newton e ad entrare ad Harvard. "Nel 1961, il test mi ha aiutato a entrare ad Harvard da una piccola città dell'Iowa, dandomi modo di dimostrare che potevo competere con i candidati di Exeter e Andover", ha scritto Murray. "Da allora, ho visto il SAT come l'amico del piccoletto, proprio come James Bryant Conant, presidente di Harvard, disse che sarebbe stato quando avrebbe sollecitato il SAT nella nazione negli anni '40."
In un editoriale del 2012 pubblicato sul New York Times, Murray si è espresso a favore della rimozione del ruolo del SAT nelle ammissioni al college, commentando che:
Murray ha conseguito una laurea in storia presso l'Università di Harvard nel 1965 e un dottorato in scienze politiche presso il Massachusetts Institute of Technology nel 1974.

### Vita privata
Negli anni '80 , il suo matrimonio con Suchart Dej-Udom era stato infelice per anni, ma "le sue lezioni d'infanzia sull'importanza della responsabilità lo portarono lentamente all'idea che il divorzio fosse un'alternativa onorevole, soprattutto con i bambini piccoli coinvolti".
Murray divorziò da Dej-Udom dopo quattordici anni di matrimonio e tre anni dopo sposò Catherine Bly Cox, un'insegnante di letteratura inglese alla Rutgers University. Cox inizialmente era dubbiosa quando vide le sue scelte di lettura conservatrici, e trascorse lunghe ore "cercando di conciliare le sue opinioni scioccanti con quella che vedeva come la sua profonda decenza". Nel 1989, Murray e Cox scrissero insieme un libro sul programma Apollo, Apollo: Race to the Moon. Murray partecipa e Cox è membro di una riunione quacchera in Virginia, e vivono nella contea di Frederick, nel Maryland, vicino a Washington, D.C..
Murray ha quattro figli, due per ciascuna moglie. Mentre la sua seconda moglie, Catherine Bly Cox, si era convertita al quaccherismo nel 2014, Murray si considerava ancora un agnostico. Murray si descrive come un "aspirante cristiano" che prende la fede sul serio ma deve ancora acquisire una fede profonda.

### Attività neiPeace Corps
Murray partì per i Peace Corps in Thailandia nel 1965, rimanendo all'estero per sei anni. All'inizio di questo periodo, Murray iniziò una storia d'amore con il suo insegnante di lingua buddista tailandese Suchart Dej-Udom, figlia di un ricco uomo d'affari tailandese, che era nato "con una mano e una mente abbastanza acuta da superare la resto del Paese all'esame di ammissione all'università". Murray successivamente si propose per posta dalla Tailandia, e il loro matrimonio iniziò l'anno successivo, una mossa che Murray tutt'oggi considera una ribellione giovanile.
Il suo mandato con i Peace Corps terminò nel 1968 e durante il resto del suo tempo in Thailandia lavorò a un programma segreto di controinsurrezione dell'American Institutes for Research per l'esercito americano in collaborazione con la CIA.
Il lavoro di Murray nei Peace Corps e la successiva ricerca sociale in Tailandia per società di ricerca associate al governo degli Stati Uniti portarono all'argomento della sua tesi di dottorato in scienze politiche al MIT, in cui si opponeva all'intervento burocratico nella vita degli abitanti dei villaggi tailandesi.

## Opere principali

### Losing Ground
Il suo libro Losing Ground: American Social Policy, 1950–1980, del 1984, discuteva del sistema di benessere americano. 

### The Bell Curve
The Bell Curve: Intelligence and Class Structure in American Life è un controverso bestseller che Charles Murray ha scritto con il professore di Harvard Richard Herrnstein. Il titolo del libro deriva dalla distribuzione normale a campana dei punteggi del QI. La sua tesi centrale è che nella società americana del XX secolo l'intelligenza era diventata un predittore di molti fattori tra cui reddito, rendimento lavorativo, gravidanza non coniugata e criminalità migliore rispetto allo stato socioeconomico o al livello di istruzione dei propri genitori. Il libro sosteneva anche che quelli con un'intelligenza elevata (la cosiddetta "élite cognitiva") si stavano separando da quelli con un'intelligenza media e inferiore alla media, e che ciò costituiva una tendenza sociale pericolosa. Ha anche messo in guardia da una fusione della "élite cognitiva" con la "élite della ricchezza", che diventerebbe sempre più isolata e potrebbe sfociare in uno "stato di custodia" autoritario. Dopo la sua pubblicazione, gli accademici hanno criticato il libro per le sue affermazioni sulla razza e sul QI. Alcuni hanno affermato che sosteneva il razzismo scientifico a lungo screditato e sono stati scritti numerosi libri per confutare The Bell Curve. Tali lavori includevano un'edizione del 1996 di The Mismeasure of Man del biologo evoluzionista Stephen Jay Gould; una raccolta di saggi, The Bell Curve Wars (1995), che reagisce al commento di Murray e Herrnstein; e The Bell Curve Debate (1995), i cui saggi rispondono in modo simile alle questioni sollevate in The Bell Curve. Arthur S. Goldberger e Charles F. Manski hanno criticato i metodi empirici a sostegno delle ipotesi del libro.
L'argomentazione più controversa del libro si basa su un'ipotetica relazione tra razza e intelligenza, in particolare sull'ipotesi che le differenze nella prestazione media dei test del QI tra gruppi razziali siano almeno parzialmente di origine genetica. I successivi sviluppi nella ricerca genetica hanno portato a un consenso accademico sul fatto che questa ipotesi è falsa. L'idea che esistano differenze geneticamente determinate nell'intelligenza tra i gruppi razziali è ora considerata screditata dalla scienza tradizionale.
Gran parte del lavoro a cui fa riferimento The Bell Curve è stato finanziato dal Pioneer Fund, che mira a far avanzare lo studio scientifico dell'ereditarietà e delle differenze umane e che è stato accusato di promuovere visioni suprematiste bianche, in particolare il razzismo scientifico. Murray ha criticato la caratterizzazione del Fondo Pioneer come un'organizzazione razzista, sostenendo che ha lo stesso rapporto con il suo fondatore di "Henry Ford e l'odierna Fondazione Ford".
Nel libro The Bell Curve si sostiene che l'intelligenza è diventata un predittore migliore dello stato socioeconomico dei genitori o del livello di istruzione di molti risultati individuali, tra cui reddito, rendimento lavorativo, gravidanza fuori dal matrimonio e dalla criminalità, e che i programmi di assistenza sociale e gli sforzi educativi volti a migliorare i risultati sociali per le persone svantaggiate sono in gran parte controproducenti. La curva di Bell afferma inoltre che le differenze nel quoziente di intelligenza medio (QI) tra gruppi razziali ed etnici sono almeno in parte di origine genetica, una visione che ora è considerata screditata dalla scienza tradizionale.

## Visione politica
Murray si identifica come un libertario. È stato anche descritto come conservatore e di estrema destra.

### Educazione
Murray è stato critico nei confronti della legge No Child Left Behind, sostenendo che: "fissava un obiettivo privo di qualsiasi contatto con la realtà.... Il Congresso degli Stati Uniti, agendo con ampie maggioranze bipartisan, su sollecitazione del Presidente, ha promulgato come legge del paese secondo cui tutti i bambini devono essere al di sopra della media."
Sfidando il "romanticismo educativo", scrisse Real Education: Four Simple Truths for Bringing America's Schools Back to Reality, sostenendo "quattro semplici verità", vale a dire: le capacità variano, la metà di tutti i bambini è al di sotto della media, troppe persone vanno al college, e che il futuro dell’America dipende da come educhiamo coloro che sono dotati di talento accademico.
Nel 2014, un discorso che Murray avrebbe dovuto tenere alla Azusa Pacific University è stato "rinviato" a causa della ricerca di Murray sulle differenze tra i gruppi umani. Murray ha risposto all'istituzione sostenendo che era un cattivo servizio agli studenti e ai docenti respingere la sua ricerca a causa della sua natura controversa piuttosto che delle prove. Murray ha anche esortato l'università a considerare i suoi lavori così come sono e a giungere a conclusioni da soli, piuttosto che fare affidamento su fonti "specializzate nel diffamare le persone".

### Economia
Murray ha dichiarato di ritenere che il governo sia eccessivamente regolamentato e ha espresso sostegno per la disobbedienza alle norme che considera ingiuste.
Murray è favorevole a codici fiscali (tax codes) più semplici e alla riduzione dei benefici governativi, che potrebbero incentivare la maternità. Nel giugno 2016, Murray scrisse che sostituire il welfare con un reddito di base universale (UBI) era il modo migliore per adattarsi a “un mercato del lavoro statunitense in radicale cambiamento” e difese che, a partire dal 2014, il costo annuale di un UBI in gli Stati Uniti sarebbero costati circa 200 miliardi di dollari in meno rispetto al sistema attuale.

### Aborto
Durante un'apparizione al CPAC, sull'aborto Murray ha dichiarato: "È come uccidere: un omicidio, ma a volte l'omicidio è giustificato". Ha detto che crede che sia accettabile in determinate situazioni, incluso quando la vita di una donna è a rischio e quando c'è un grave danno al cervello del bambino. Murray ha anche indicato che secondo lui i conservatori dovrebbero mettere le questioni sociali come l'aborto nel dimenticatoio e ha detto che dovrebbero cercare una "persuasione morale" piuttosto che la criminalizzazione di questioni come l'aborto e il matrimonio tra persone dello stesso sesso.

### Razza
Nel libro di Murray The Bell Curve nei capitoli XIII e XIV, dove gli autori hanno scritto delle differenze durature nella razza e nell'intelligenza, hanno discusso le implicazioni di tale differenza. Scrivono nell'introduzione al capitolo XIII che:
Il dibattito su se e quanto i geni e l'ambiente abbiano a che fare con le differenze etniche rimane irrisolto
inoltre
Ci sembra molto probabile che sia i geni che l'ambiente abbiano qualcosa a che fare con le differenze razziali
Ciò è in contrasto con il consenso contemporaneo e successivo dei ricercatori tradizionali, che non trovano che le disparità razziali nel livello di istruzione o nell'intelligenza misurata siano spiegate da differenze genetiche tra i gruppi.
Citando le affermazioni fatte da Murray in The Bell Curve, il Southern Poverty Law Center lo ha etichettato come un "nazionalista bianco", accusando che le sue idee fossero radicate nell'eugenetica.[41] Murray contestò quest'accusa. Francis Wheen ha riassunto le argomentazioni di Murray così: 
 Altri intellettuali hanno difeso Murray dalle accuse di razzismo, tra cui Sam Harris, Andrew Sullivan, e James Flynn.